# ハンス・ロイシュ
ハンス・ロイシュ（Hans Henrik Reusch、1852年9月5日 – 1922年10月27日）はノルウェーの地質学者である。
ベルゲンで生まれた。クリスチャニア、ライプツィヒ、ハイデルベルクで学び、1883年、クリスチャニアで博士号を得た。
1875年ノルウェー地質調査所に入り、1888年、所長となった。ノルウェーの結晶片岩と古生代の岩石の研究で知られる。ベルゲン地域の変成岩の中にシルル紀の化石を発見し、1891年ヴァランゲル・フィヨルドに氷河起源の古生代の礫岩を研究し、ノルウェーの地形学にも貢献した。
著書にSilur fossiler og pressede Konglomerater (1882年) や Det nordlige Norges Geologi (1891年)がある。

## ロイシュ・メダル
ロイシュが設立者の一人であるノルウェー地質学会（Norges Geologisk Forening）は1926年、ロイシュを記念してロイシュ・メダル（Reuschmedaljen）を創設した。

## 受賞歴
- 1905年：ライエル・メダル（ロンドン地質学会）